# Basílica de Nuestra Señora (Scherpenheuvel)
La basílica de Nuestra Señora de Scherpenheuvel (en neerlandés: Basiliek van Onze-Lieve-Vrouw van Scherpenheuvel, en francés: Basilique de Notre Dame de Montaigu) es una iglesia parroquial católica y una basílica menor en Scherpenheuvel-Zichem, Bélgica. La iglesia fue consagrada en 1627 y elevada a la categoría de basílica menor en 1922. Se dice que es el santuario de peregrinación más visitado de Bélgica. Si bien el culto en Scherpenheuvel (o Sharp Hill) es más antiguo, su diseño arquitectónico actual y su importancia perdurable se deben al patrocinio de los archiduques Alberto e Isabel y la Contrarreforma.

## Orígenes
Durante muchos años, el culto mariano en el Scherpenheuvel se centró en una pequeña estatua de la Virgen María que colgaba en un roble en lo alto de la colina. Según la leyenda de la fundación, un pastor se dio cuenta de que la imagen había caído al suelo y decidió llevársela a casa. Cuando la levantó, descubrió que no podía moverse. Como el rebaño no regresó por la noche, su amo se preocupó y fue a buscar al pastor. Sólo devolviendo la estatua a su lugar original en el roble pudo el amo liberar al pastor, descubriendo así la importancia espiritual del lugar. La veracidad de esta historia es imposible de determinar. Sin embargo, está claro que los habitantes de la cercana ciudad de Zichem frecuentaban el lugar en la segunda mitad del siglo XVI cada vez que un miembro de la familia sufría una enfermedad. Tradicionalmente, daban tres vueltas al árbol mientras rezaban.
Zichem formaba parte de la baronía de Diest, una posesión de la Casa de Orange-Nassau. Durante la rebelión en los Países Bajos, la baronía cambió de manos varias veces. Mientras estaba ocupada por las fuerzas de las Provincias Unidas, entre 1580 y 1583, la estatua fue retirada en un acto de iconoclasia. Tras la retoma de la ciudad por Alejandro Farnesio, los feligreses de Zichem restauraron el culto en 1587. Más tarde se afirmó que lo hicieron tras descubrir la estatua original y devolverla al árbol. A partir de entonces, el culto a Nuestra Señora de Scherpenheuvel comenzó a expandirse. Los soldados y limosneros del Ejército de Flandes que estaban destinados en las cercanías de Diest o Zichem contribuyeron a difundir su fama.

## Desarrollo del santuario
Tras una investigación oficial, Mathias Hovius, arzobispo de Malinas, aprobó el culto a Scherpenheuvel en 1604. La aprobación fue acompañada de la publicación de una colección de milagros atribuidos a la intercesión de la Virgen de Scherpenheuvel en holandés, francés y español. En 1606 se publicó una traducción al inglés. Philip Numan, autor de la colección, realizó dos ediciones más (1605 y 1606), así como tres colecciones más (1613-1614, 1617 y 1617-1618) en breve sucesión. Los famosos humanistas Justo Lipsio (1605) y Erycius Puteanus (1622) publicaron versiones en latín. Autores menores producirían continuaciones hasta 1706. Según estas publicaciones, a lo largo del siglo XVII se atribuyeron cerca de 700 milagros a la intercesión de Nuestra Señora de Scherpenheuvel. Las recopilaciones en latín, en particular, provocaron una gran controversia entre los teólogos, ya que los autores calvinistas ridiculizaban toda la idea de la intercesión milagrosa de los santos.
Mientras tanto, en 1602 se decidió retirar la estatua del roble y albergarla en una pequeña capilla de madera cercana. Al cabo de un año, la capilla resultó demasiado pequeña y fue sustituida por un modesto edificio de piedra. La primera piedra fue colocada el 13 de julio de 1603 por el conde Frederik van den Bergh en nombre de los archiduques Alberto e Isabel. A partir de ese momento, los archiduques mostraron gran interés por el desarrollo del santuario. Atribuyendo el reciente alivio de la ciudad sitiada de Bolduque a la intercesión de la Virgen, Alberto e Isabel realizaron su primera peregrinación a Scherpenheuvel el 20 de noviembre de 1603. Pronto se convertiría en una peregrinación anual que tenía lugar en mayo o junio y duraba los nueve días de una novena.
Bajo el patrocinio de los archiduques, el incipiente santuario fue elevado a la categoría de ciudad en 1605 y de parroquia independiente en 1610. Su apoyo contribuyó a la concesión de una indulgencia papal el 16 de septiembre de 1606, fiesta de Nuestra Señora de los Dolores. En el verano anterior, la capilla de piedra estaba rodeada por un jardín cerrado o Hortus Conclusus en forma de heptágono. Poco después de alcanzar un alto el fuego con las Provincias Unidas, Alberto e Isabel anunciaron el 28 de abril de 1607 que construirían una gran iglesia y la rodearían con una ciudad planificada y fortificada. La primera piedra de la tercera y actual iglesia fue colocada por ellos en persona el 2 de julio de 1609, fiesta de la Visitación.
Con el campanario sin terminar, la iglesia fue dedicada por el arzobispo Jacobus Boonen en junio de 1627. Con el fin de garantizar un número suficiente de sacerdotes para satisfacer las necesidades del creciente número de peregrinos, el santuario fue entregado a los Oratorianos. Estos construyeron un convento detrás de la iglesia y conectaron los dos edificios con un largo pasillo. Los Oratorianos se ocuparon del santuario hasta que la República Francesa se anexionó los Países Bajos austriacos y disolvió todos los monasterios. La iglesia volvió entonces a ser una iglesia parroquial.

## Arquitectura y decoración de la basílica.

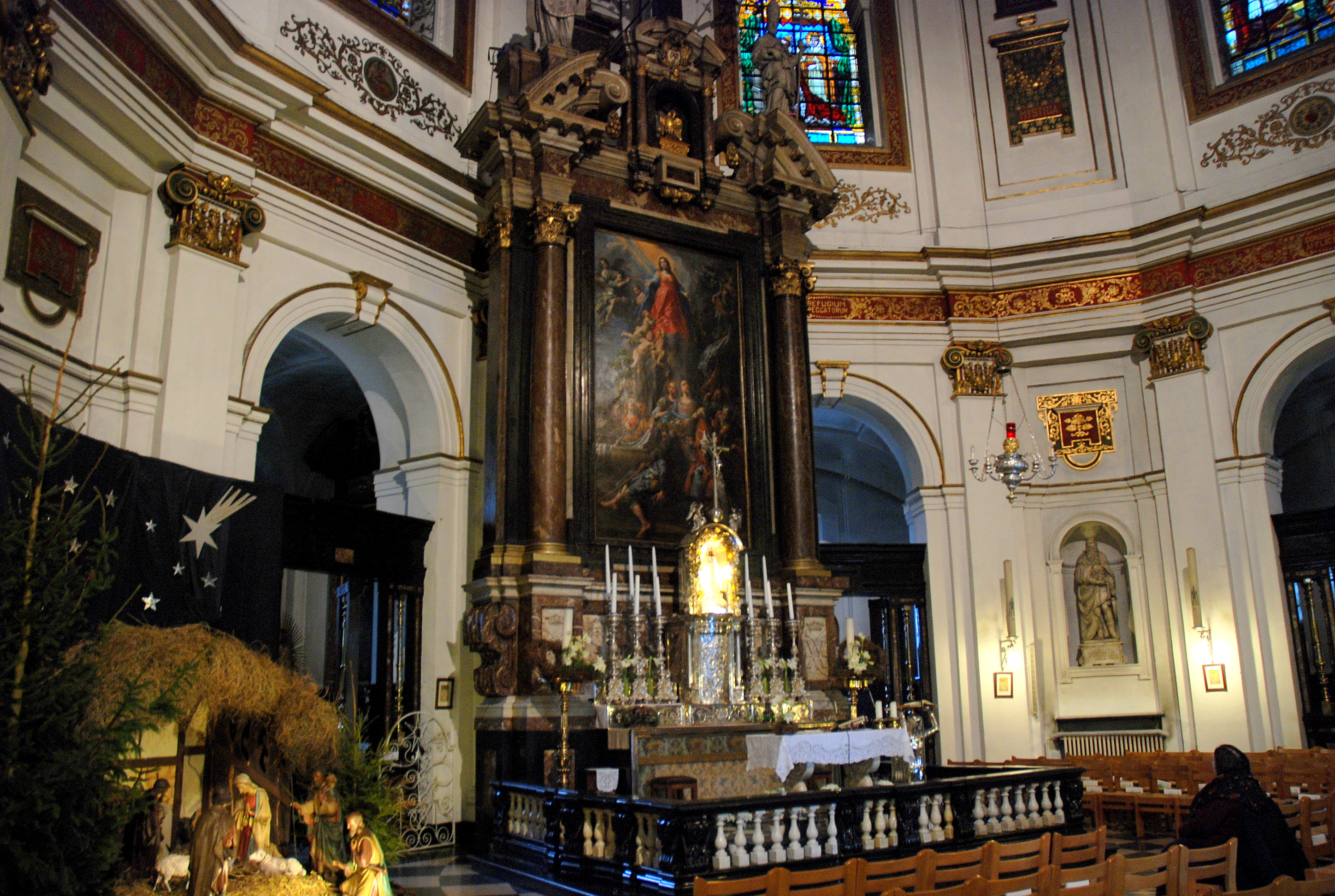
Interior de la basílica

Al arquitecto e ingeniero archiducal Wenceslao Cobergher se le atribuye generalmente el diseño de la iglesia y el trazado general de la ciudad de Scherpenheuvel. De hecho, tanto la iglesia como la ciudad están determinadas por el Hortus Conclusus en forma de heptágono. La basílica es una estructura central y abovedada que descansa sobre siete columnas. El altar mayor se levanta en el lugar del roble. Está rodeada por seis lados por capillas. El séptimo lado se abre al vestíbulo, que está flanqueado por otras dos capillas. Las capillas laterales están conectadas con un deambulatorio, que permite a los peregrinos dar la vuelta sin entrar en el espacio central. En el lado opuesto del vestíbulo se encuentra el campanario inacabado. Debajo de la torre y en los muros exteriores hay otros siete altares. Una de las características más llamativas del exterior son los cientos de estrellas doradas de siete puntas que cubren la superficie de la cúpula. El diseño general de la iglesia muestra un gran parecido con la icónica pero posterior basílica de Santa Maria della Salute (1631-1681) de Venecia.

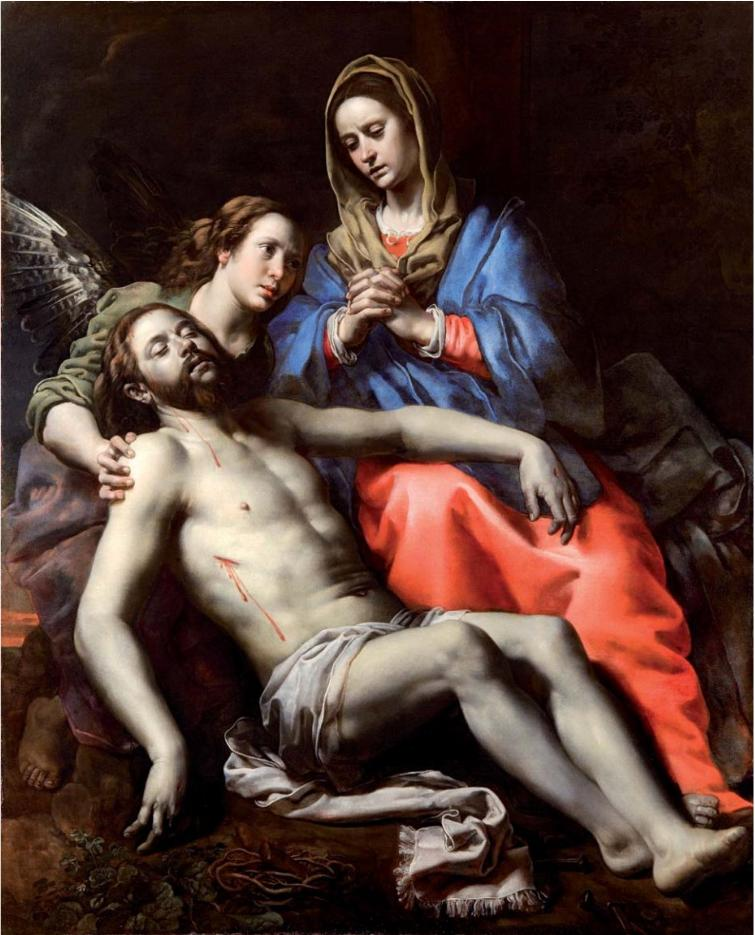
La Lamentación de Cristo de Theodoor van Loon

El altar mayor y seis altares laterales están decorados con retablos de Theodoor van Loon. Representan siete escenas de la vida de la Virgen. En las capillas laterales se encuentran el Encuentro en la Puerta Dorada, que sirve como representación de la Inmaculada Concepción, el Nacimiento de la Virgen, la Presentación de la Virgen, la Anunciación, la Visitación y la Presentación de Jesús en el Templo . El retablo del altar mayor representa la Asunción de la Virgen. Varias otras pinturas adornan la basílica, una de las cuales es la Lamentación de Cristo de Theodoor van Loon. La estatuaria es de los escultores de Nole y presenta las seis estatuas de profetas en las columnas en el espacio central de la basílica, cuatro evangelistas sentados en el vestíbulo, así como los dos arcángeles que flanquean la entrada principal.
El programa iconográfico de la basílica es especialmente rico. El uso recurrente del número siete (en la forma de la iglesia y la ciudad, el número de altares en el exterior y el interior, la forma de las estrellas en la cúpula) recuerda el culto a los Siete Dolores de la Virgen. Basándose en una tradición que data de finales del siglo XV, la Virgen de los Dolores era considerada la protectora de la unidad de los Países Bajos Borgoñones. Construida en una época en la que el gobierno legítimo de los Países Bajos se disputaba entre los Países Bajos del Sur, monárquicos y católicos, y las Provincias Unidas, republicanas y calvinistas, el culto a Nuestra Señora de los Dolores se remonta a los días de la unidad política y religiosa.
A otro nivel, la iconografía de la basílica desarrolla una defensa de la doctrina de la Inmaculada Concepción empleando una serie de emblemas marianos de las letanías. Así, las siete columnas sobre las que se apoya la cúpula remiten a las siete columnas de la Casa de la Sabiduría o Domus sapientiae de Proverbios 9:1. La entrada y el vestíbulo, con sus arcángeles de guardia y sus altares laterales dedicados a Todos los Santos y a Todos los Ángeles, constituyen la Puerta del Cielo o Porta Caeli. El campanario evoca la Torre de David o Turris Davidica desde la que supuestamente se podía ver Siquem (o en el caso de Scherpenheuvel Zichem/Sichem). Otros emblemas de este tipo son la Escalera de Jacob o Scala Jacob, el Arca de la Alianza o Arca Testamenti, la Ciudad Fuerte o Urbs Fortitudinis y, por supuesto, el Jardín Cerrado o Hortus Conclusus.

## Distinciones concedidas a la basílica

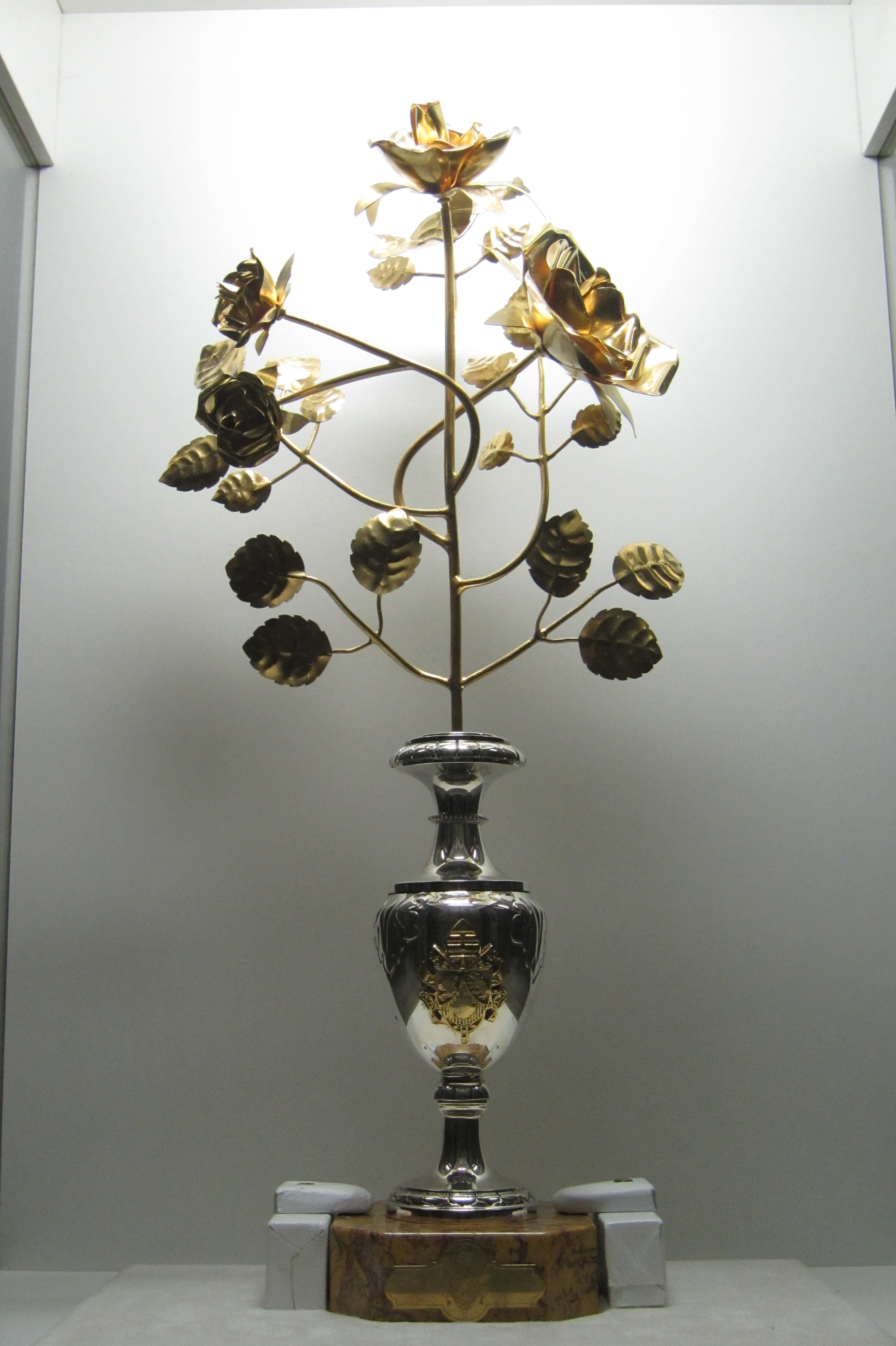
Rosa de Oro de la Basílica de Nuestra Señora de Scherpenheuvel

La imagen de Nuestra Señora de Scherpenheuvel fue coronada solemnemente por el Cardenal Victor-Auguste-Isidor Deschamps en nombre del Papa Pío IX el 25 de agosto de 1872.
Cincuenta años después, el Papa Pío XI elevó el santuario a la categoría de basílica menor el 2 de mayo de 1922.
El 2 de febrero de 2011, el Papa Benedicto XVI dedicó la Rosa de Oro de ese año a la basílica. Fue presentado ceremoniosamente por el nuncio papal monseñor Giacinto Berloco el 15 de mayo de 2011 con gran ceremonia pontificia.

## Prácticas devocionales tradicionales
La temporada de peregrinación va del 1 de mayo a la primera semana de noviembre. En 2010, casi 1.200 grupos de peregrinos visitaron el santuario, con grupos procedentes de lugares tan lejanos como Soest (Países Bajos) y Fulda (Alemania). A lo largo de los siglos, muchas parroquias o incluso ciudades adoptaron la práctica de una peregrinación colectiva. Unas cuantas han sobrevivido hasta hoy. Probablemente la más conocida es De Grote Trek, que recorre los 57 km que separan Amberes de Scherpenheuvel y se celebra cada primer domingo de mayo desde 1931. Los peregrinos que han hecho el viaje a pie 25 o 50 veces tienen tradicionalmente derecho a una bendición especial con la estatua de Nuestra Señora de Scherpenheuvel.
El domingo después de Todos los Santos, la estatua de la Virgen se lleva alrededor de la basílica en el Kaarskensprocessie o Procesión de las Velas. Toma su nombre de las numerosas velas que encienden los fieles al pasar la estatua. Cada 25 años se conmemora con gran solemnidad la coronación de la estatua de Nuestra Señora de Scherpenheuvel en lo que se conoce como Kroningsfeesten. Se celebraron por última vez en 1997.

## Difusión del culto de Nuestra Señora de Scherpenheuvel
Incluso antes de la aprobación oficial del culto a Nuestra Señora de Scherpenheuvel, los peregrinos se llevaban partículas del roble como piadoso recuerdo. Varios relatos de milagros atribuidos a la intercesión de la Virgen hablan del poder taumatúrgico de este bosque de Scherpenheuvel o Montague. Tras la aprobación, el arzobispo Hovius ordenó la tala del árbol. Se dividió en varias partes. Una parte se quedó en el santuario; un trozo especialmente grande fue regalado a Alberto e Isabel. La mayor parte de esta madera de Montague se utilizó para hacer imágenes de la Virgen María. Distribuidas como regalos entre príncipes, nobles y clérigos, contribuyeron a difundir el culto de Scherpenheuvel.
Bastantes iglesias y conventos belgas llegaron a poseer una imagen tallada en madera de Montague. Quedan ejemplos bien conocidos en la Iglesia de San Carlos Borromeo en Amberes, la Iglesia de San Hilonio en Izegem y la capilla de los Capuchinos en Enghien. En el Gran Ducado de Luxemburgo, se cree que la estatua de la patrona nacional, Nuestra Señora Consoladora de los Afligidos o Nuestra Señora de Luxemburgo, contiene madera de Montague. Una pequeña estatua de la Virgen y el Niño en madera de Montague fue llevada por St. Marguerite Bourgeoys a Montreal y actualmente se encuentra sobre su tumba en la Capilla de Notre-Dame-de-Bon-Secours .
Algunos lugares de culto se asociaron estrechamente con el culto de Scherpenheuvel. En las proximidades de su castillo de Mariemont, Alberto e Isabel fundaron el priorato de Montaigu en el actual municipio de Morlanwelz. En la ciudad de Gray, una estatua de la Virgen hecha de madera de Montague se convirtió en objeto de una devoción regional. Asimismo, en el Franco Condado, la estatua donada al priorato de Bellefontaine en Brussey llegó a atraer a muchos peregrinos. El convento de las Descalzas Reales tiene un altar dedicado a Nuestra Señora de Monteagudo.
La Casa de Lorena tenía una especial devoción por Scherpenheuvel. El cardenal Carlos de Lorena, príncipe-obispo de Estrasburgo, fundó una capilla dedicada a Nuestra Señora de Scherpenheuvel en el noviciado de los jesuitas de Nancy. Tras su muerte en 1607, su hermana Antonieta completó el proyecto con un retablo que representa a la familia ducal venerando a Nuestra Señora de Scherpenheuvel. La capilla sirvió de depósito de los corazones embalsamados de los miembros de la Casa de Lorena hasta 1720. El culto también fue muy favorecido por la reina francesa María de Médicis. Durante su regencia, los agustinos descalzos obtuvieron una estatua de madera de Montague en su basílica de Nuestra Señora de las Victorias. Durante su exilio, donó una estatua en madera de Montague al ayuntamiento de Colonia y otra al monasterio de las Carmelitas Descalzas de esa ciudad. Mientras estuvo al servicio de la casa católica de su hija, la reina Enriqueta María, la capilla de la reina del palacio de Santiago también tenía un altar con una Virgen en madera de Montague.